# ارول گلنبه
ارول گلنبه (انگلیسی: Erol Gelenbe؛ زادهٔ ۲۲ اوت ۱۹۴۵) دانشمند ترک‌تبار اهل فرانسه است. وی همچنین برندهٔ جوایزی همچون لژیون دونور (شوالیه) و جایزه مصطفی شده‌است. او استاد دانشکده مهندسی برق و الکترونیک در امپریال کالج لندن است.

## زندگی‌نامه
ارول گلنبه عضو مؤسسه مهندسان برق و الکترونیک، انجمن ماشین‌های حسابگر، انجمن آماری سلطنتی، فدراسیون بین‌المللی پردازش اطلاعات و مؤسسه مهندسی و تکنولوژی (لندن) است. پروژه تبارشناسی ریاضیات نشان می‌دهد که او در بیش از ۹۰ دکترا فارغ التحصیل شده است و در ۲۵ مشاور برتر دکترا در تمام دوران‌ها در سراسر جهان در علوم ریاضی قرار دارد. او که از دانشگاه رم ۲، دانشگاه بغازیچی (استانبول)، و دانشگاه لیژ، بلژیک، دکترای افتخاری دریافت کرده بود، به عنوان عضو آکادمی فناوری فرانسه، آکادمی سلطنتی علوم، ادبیات و هنرهای زیبا بلژیک، انجمن آکادمی علوم ترکیه، آکادمی علوم لهستان، آکادمی اروپا، و عضو افتخاری فرهنگستان علوم مجارستان و آکادمی علوم جهان اسلام انتخاب شد. 